# Tarnabod
Tarnabod je vas na Madžarskem, ki upravno spada pod podregijo Hevesi Županije Heves.